# Rio Surubim (Piauí)
O rio Surubim é um curso d'água que banha o estado do Piauí, no Brasil. Nasce no município de Altos, a uma altitude de 151 metros. Seu leito tem uma trajetória que começa em Altos e passa por Campo Maior onde deságua no rio Longá, na sua margem nasceu a cidade de Campo Maior.

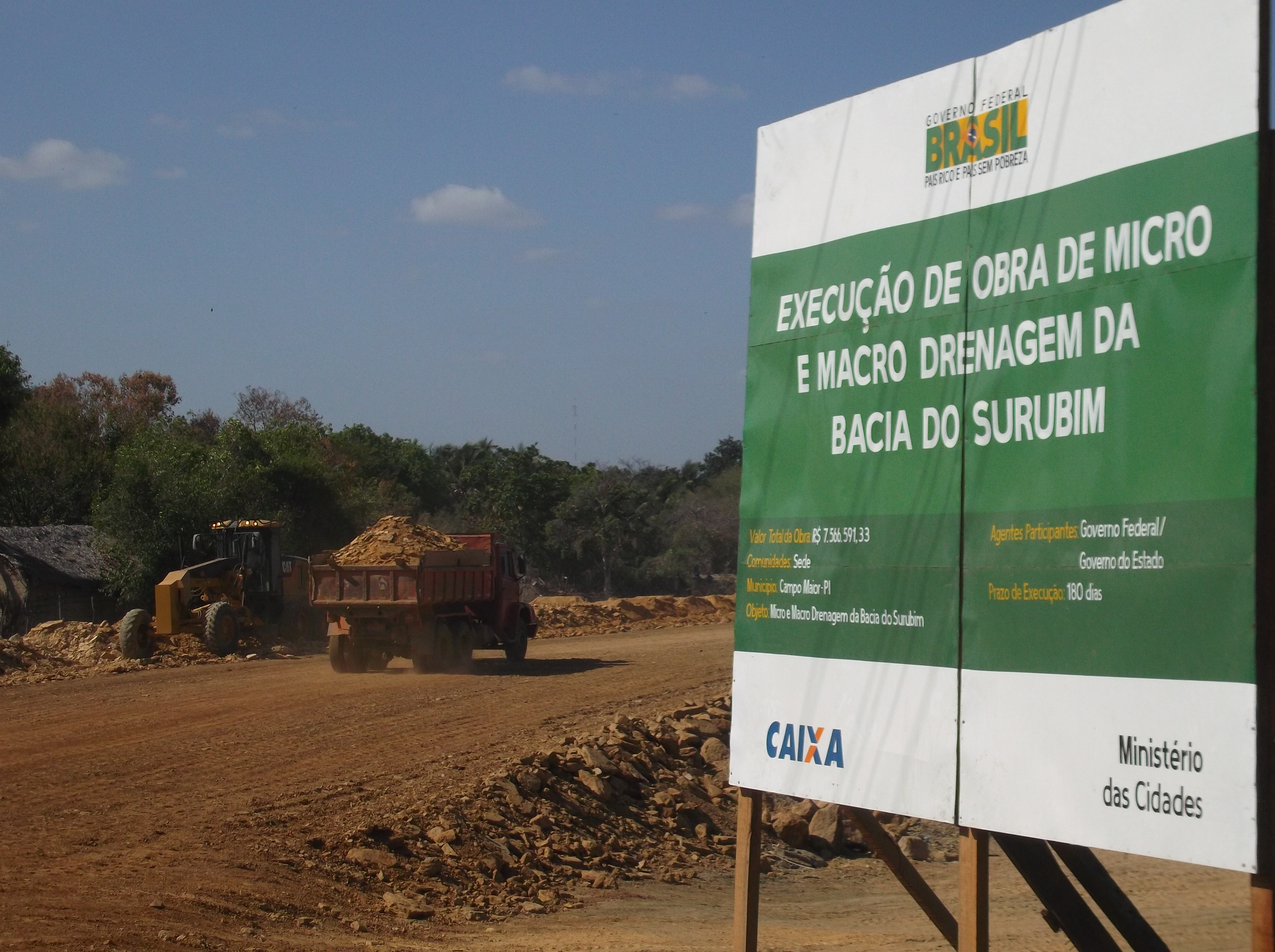
Drenagem da bacia do Surubim em Campo Maior
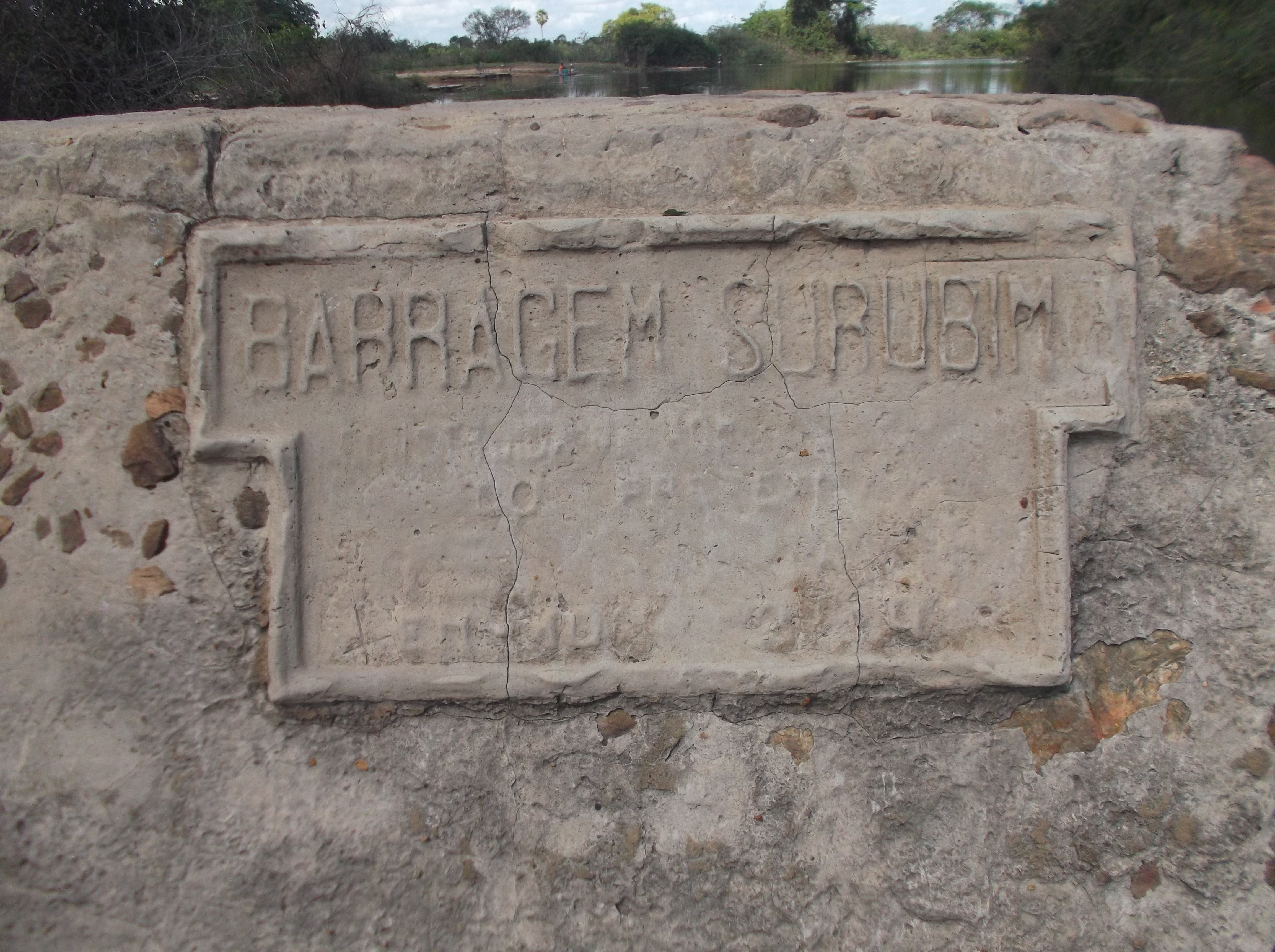
Placa Barragem do Surubim em Campo Maior
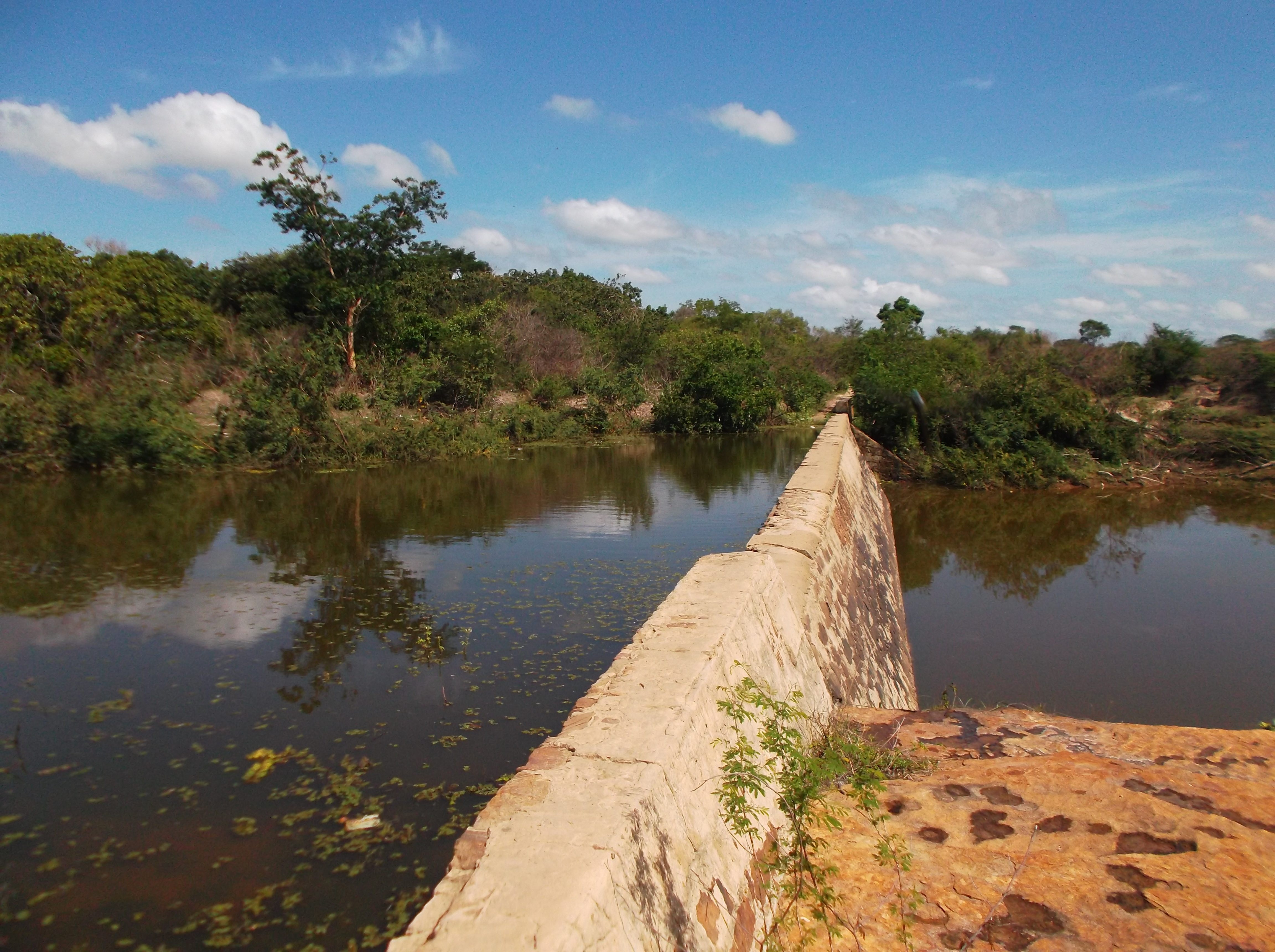
Paredão da Barragem do Surubim
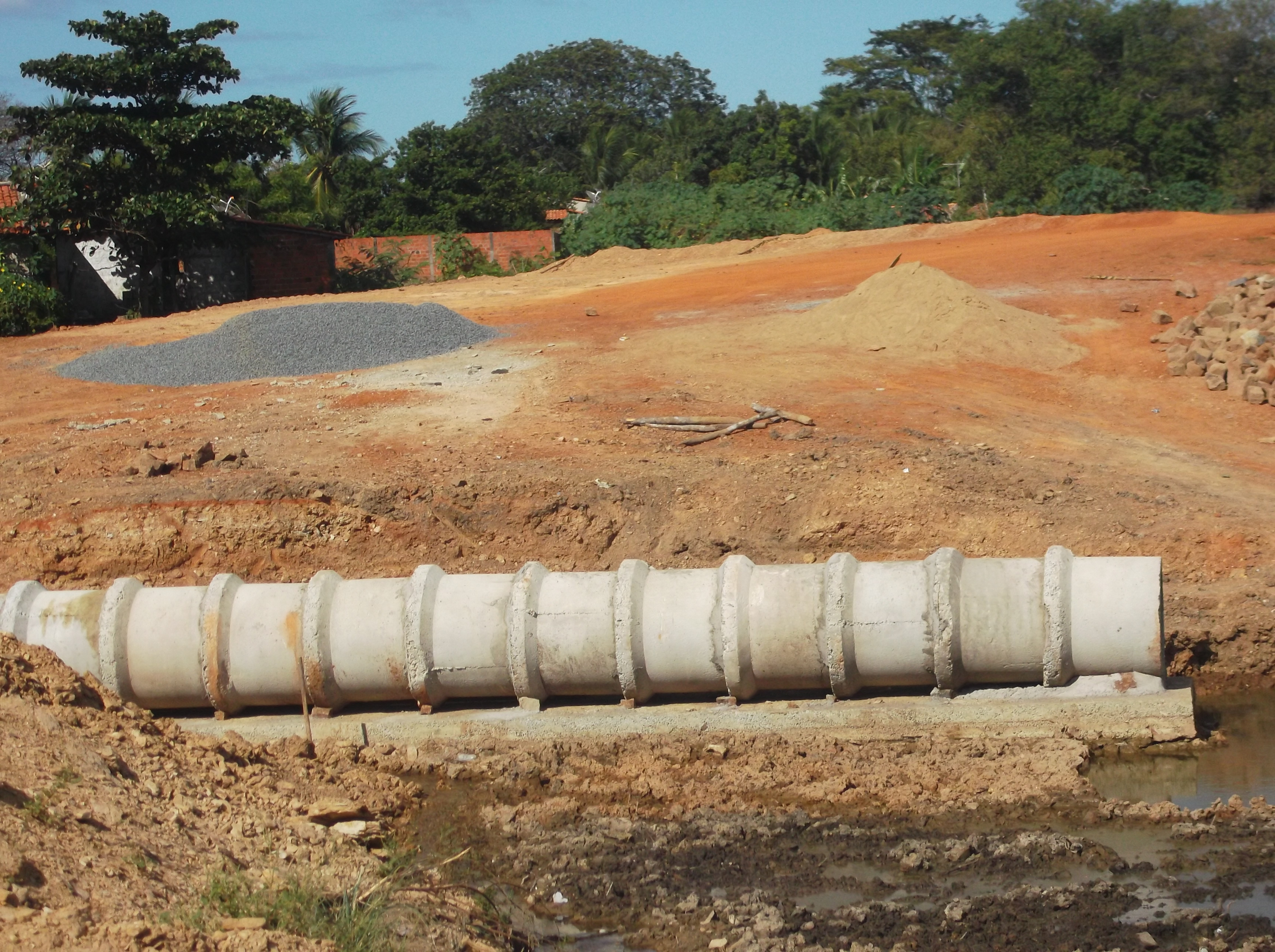
Drenagem em 2014
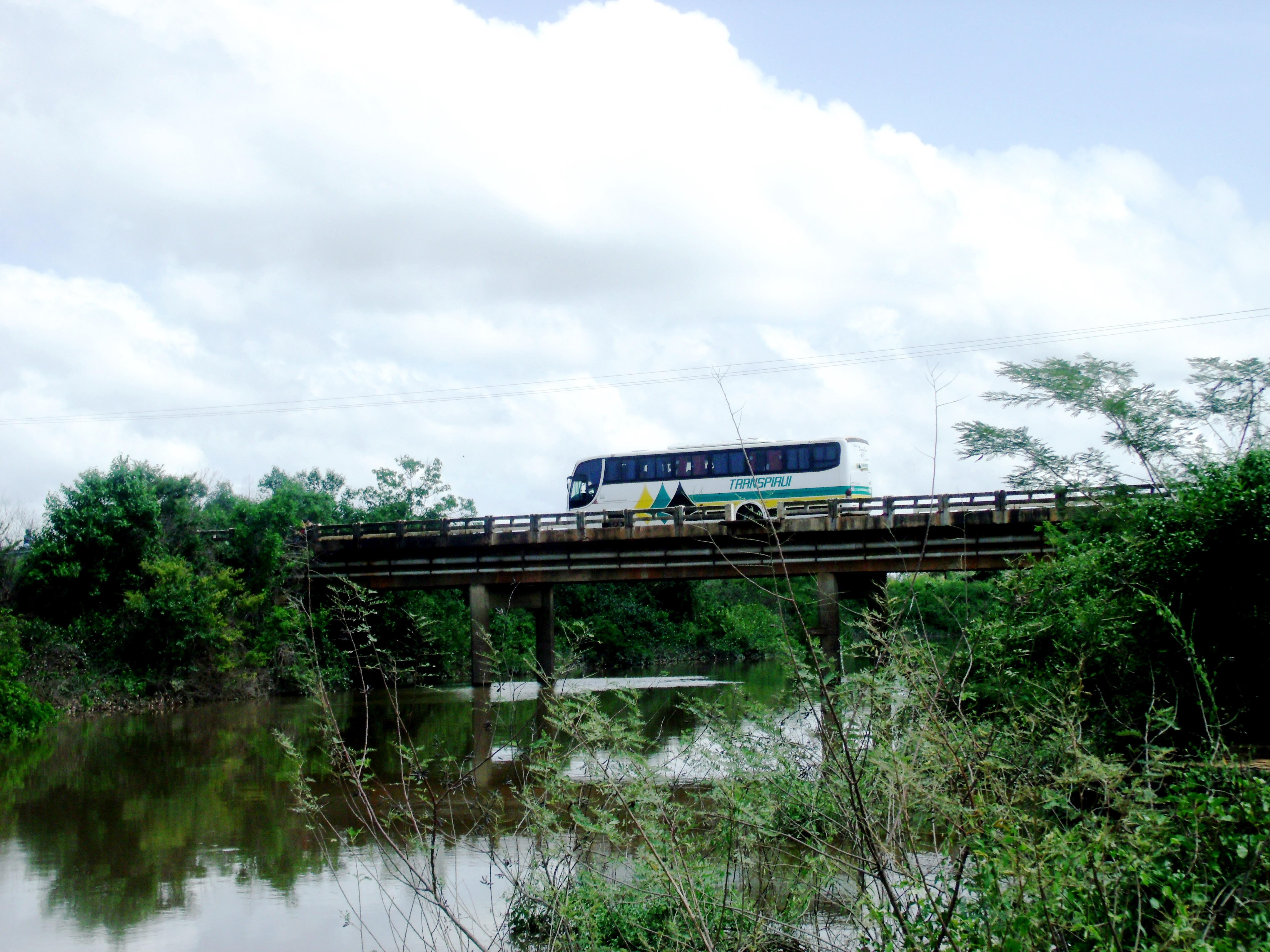
Vista da ponte do rio Surubim, Rodovia PI-114, em Campo Maior
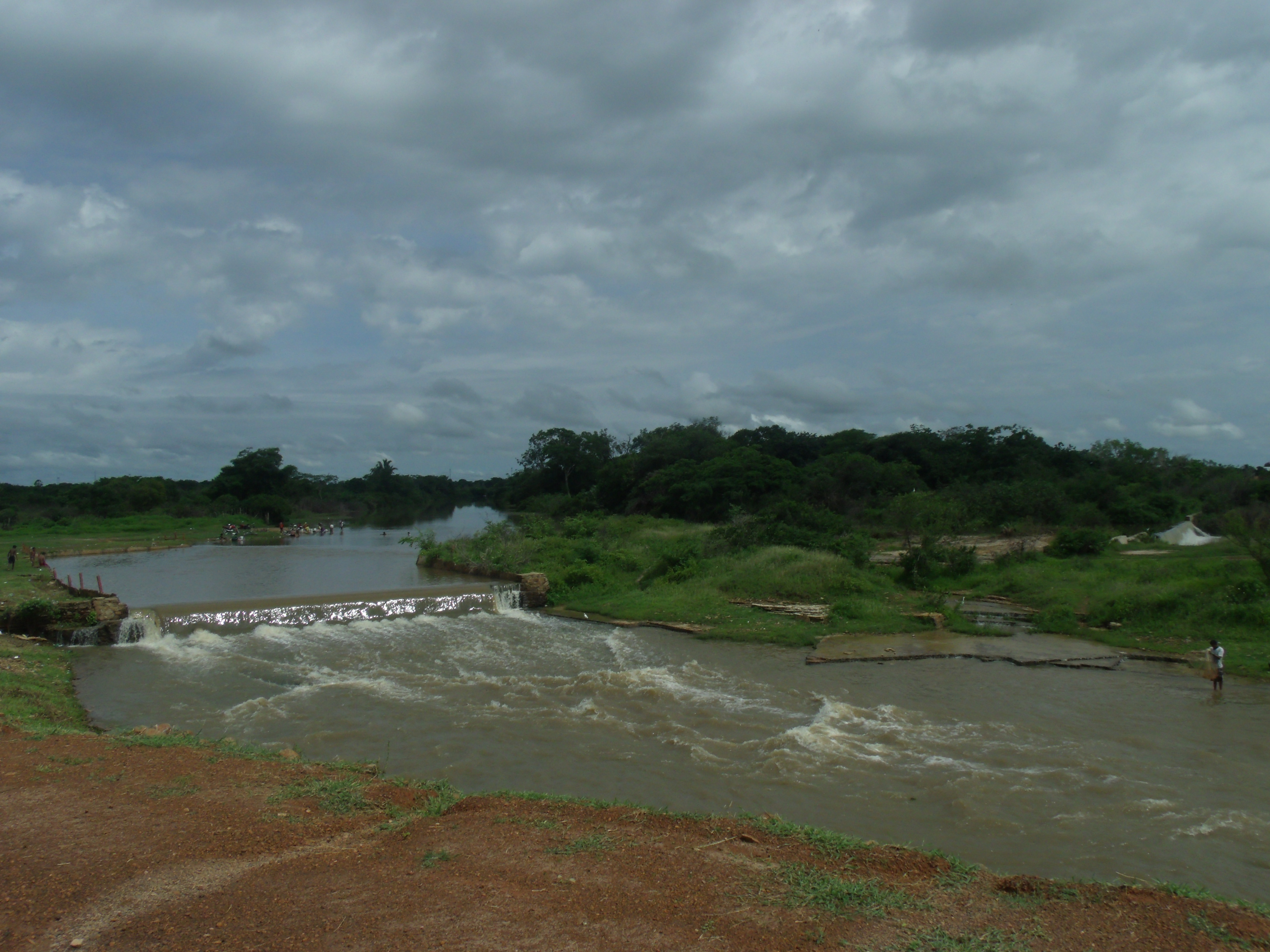
Em abril de 2016